# Museu dos Baleeiros
O Museu dos Baleeiros localiza-se na freguesia e município das Lajes do Pico, na ilha do Pico, nos Açores.
Integra a Rede Regional de Museus como extensão do Museu do Pico, e destaca-se por ser, em seu tema, o único no país e um dos poucos na Europa.
O Museu dos Baleeiros encontra-se instalado num Conjunto dos Três Barracões Baleeiros e Oficinas de Ferreiro Anexas que se encontra classificado como Imóvel de Interesse Público desde 1980.

## História
O encerramento da "caça à baleia" em Portugal ocorreu em 1987, ano em que o último cachalote foi capturado nas águas dos Açores. No arquipélago, as técnicas sempre permaneceram artesanais, com a aproximação feita à vela e de arpão na mão.
O projecto para a materialização de um museu que mantivesse a memória desta atividade centenária no arquipélago remonta a 1968. Em 1971 a Comissão Regional de Turismo da Horta nomeou uma Comissão Organizadora do Museu da Baleia. Mais tarde, em 1977 realizou-se o contrato de arrendamento das três antigas casas de botes baleeiros no cais das Lajes do Pico, com vistas à instalação do museu, que passou a ser designado como "Museu dos Baleeiros". Entretanto, a primeira exposição teve lugar apenas em 1979, em instalações provisórias que pertenciam à Câmara Municipal das Lajes do Pico.

As instalações do actual museu foram inauguradas em 28 de Agosto de 1988. O projecto de recuperação e reabilitação do conjunto das antigas "casas dos botes" que datam no século XIX, de autoria do Arquitecto Paulo Gouveia, recebeu em 1993 uma Menção Honrosa da Associação dos Arquitectos Portugueses e Secretaria de Estado da Cultura.

## Características
O Museu expõe e interpreta uma série de aspectos ligados às atividades e à vida quotidiana dos baleeiros. A exposição permanente desenvolve-se ao longo de cinco núcleos:
- o bote baleeiro açoriano
- a tenda de ferreiro
- o baleeiro em terra
- a carpintaria naval
- a arte baleeira (com destaque para o "scrimshaw", gravura e/ou escultura/entalhe sobre marfim e ossos de cachalotes);

O museu dispõe ainda de:
- uma biblioteca especializada no tema da caça à baleia, inclusive com mapas e livros de bordo;
- um pequeno auditório onde é apresentado o filme "Os últimos baleeiros";

No exterior do Museu, encontra-se na pequena praça a reconstituição de um traiol de derreter a fogo direto, onde eram processadas as peças desmanchadas dos cachalotes.